# قلعه های مسلمانان و کافران
برفراز قله‌های دو طرف کوه‌های واقع در مشرق روستای گرسک (روستای کوچکی در شرق طبس مسینا) دو قلعه عظیم در مقابل یکدیگر قد برافراشته‌اند. این قلعه‌ها که یکی به نام قلعه مسلمانان و دیگری به نام قلعه کافران مشهور است از قلعه‌های عظیم سنگی دوران اسماعیلی و دوران قبل از اسلام به‌شمار می‌روند. قلعه مسلمانان دارای حصار برج، آب انبار، اطاقها و راهروهای متعدد مسیر ورود سواره نظام به داخل قلعه، کوره پخت آجر، و سد ذخیره آب می‌باشد و قلعه کافران دارای بخشهای کمتری می‌باشد. مهم‌ترین بخش آن دروازه ورودی آن است که بقایای آن قابل مشاهده است.

## قلعه‌های دوقلوی مسلمانان و کافران
در سمت جنوب شرقی روستای دُرُه و شمال شرق روستای گُرسک رشته کوهی معروف به شیخ عبدا… قرار دارد. به فاصله حدود یک کیلومتری شرق و شمال شرق روستای کوچک و متروک گرسک منطقه باستانی وسیعی به نام قلعه کوه گُرسک دُرُه بر انتهای یک دره‌واره گسترده شده و ظاهراً به دلیل تخریب و انهدام دیوارها در هیئت دو قلعه معروف به قلعه مسلمانان و قلعه کافران باقی مانده است. قلعه مسلمانان بر فراز قله صخره‌ای معروف به قوچو (قوچ‌ها) با سنگ لاشه و ملات گل و گچ بنیان گرفته و آنچه از آن برجای مانده، بقایای برج، بارو، پنج مخزن آب، کوره آجرپزی، ورودی اصلی بر ضلع جنوبی و ورودی دیگری بر ضلع شرقی است. در ابتدای ورودی شرقی غاری به طول حدود هفت متر و عرض حدود سه متر درون صخره با دو ورودی ایجاد و راه دسترسی به قلعه بر شیب جنوبی در برخی نقاط با تراش‌سنگ‌ها تجهیز شده است. در بخش شمالی یک راهرو در امتداد شمال به جنوب با اتاق‌هایی در طرفین، حوض‌انبار و یک تالار ستون‌دار قابل تشخیص است. شمالی‌ترین بخش قلعه مربع‌شکل و کم وسعت است و بر چهار گوشه آن چهار برج ساخته شده است. در این بخش نیز سازه‌های دفاعی و مخازن آب در ابعاد گوناگون ساخته شده است. در بخش شمالی معماری از تراکم و نظم و نسق بیشتری برخوردار بوده و در شکل‌گیری برخی دیوارها از آجر نیز استفاده شده است. قلعه کافران بر فراز کوهی موسوم به کافران در فاصله حدود یک کیلومتری شمال روستای کوچک گُرَسک در فاصله حدود پنج کیلومتری شرق طبس مسینا و جنوب‌شرق روستای دُرُه واقع شده است. بخش‌های مختلف این قلعه نسبت به وضعیت طبیعی کوه در سطوح متفاوت قرار گرفته و حتی دیوارها از وضعیت طبیعی کوه تبعیت کرده است. وسعت قلعه کافران از قلعه مسلمانان بیشتر اما تراکم سازه‌های معماری آن کمتر است. مصالح ساختمانی این قلعه مانند دیگر قلعه‌های اسماعیلیه سنگ‌های لاشه با ملات گل و گچ است. مهم‌ترین بخش قلعه دروازه ورودی و حصار دفاعی ایجاد شده در مسیر منتهی به قلعه در سمت شرق بوده که از باقی قسمت‌ها آسیب کمتری دیده است. بر گرد قلعه، حصاری بلند با برج‌ها، گوشه و زوایایی به تبعیت از بافت و چگونگی بستر دیوارها بوده که بخش عمده آنها تخریب شده است. در مجاورت حصار فضاهای معماری متعددی وجود داشته که به کلی منهدم شده و در حال حاضر جز توده‌هایی سنگ از آها اثری برجای نمانده است. بر دو طرف دروازه شرقی قلعه، بخشی از حصار به ضخامت حدود ۷۰ سانتیمتر و ارتفاع چهار متر باقی مانده که می‌تواند نمونه‌ای از ساختار دیوارهای قلعه باشد. در این قلعه بر خلاف قلعه مسلمانان سازه‌های دفاعی به نسبت کم و بیشتر گویا اقامتی بوده‌اند. احتمالاً بر بلندای دیوارها، کنگره‌ها و بر فراز برج‌ها روزنه‌های دید و مزغل‌ها تعبیه شده که در جبهه شمالی معدودی برجای مانده است. در همان منطقه آثار و نشانه‌هایی از مرمت دیوارها مشاهده می‌شود. فاصله این قلعه تا قلعه مسلمانان که در سمت شرقی آن واقع شده، حدود یک کیلومتر است. ساختار کلی قلعه کافران به لحاظ شکل‌گیری حصار، دروازه، برج‌ها، مخازن ذخیره آب و نیز مصالح ساختمانی مانند قلعه‌های اسماعیلیه و به خصوص قلعه مسلمانان است. اگرچه فضای سالم معماری در آن باقی نمانده که در تاریخ‌گذاری کمک کند، اما وجود قطعات سفال ساده و لعابدار مربوط به قرون پنجم و ششم قمری حاکی از آن است که قلعه کافران نیز مانند قلعه مسلمانان به اسماعیلیه قهستان تعلق داشته است. دو قلعه نزدیک روستای گُرَسک اگر چه در حال حاضر دو قلعه قلمداد می‌شوند، اما بعید نیست که در عصر اسماعیلیان لازم و ملزوم یکدیگر بوده و با دو نوع کاربری متفاوت بر روی هم قلعه دُرُه نامیده می‌شده‌اند، به این معنی که قلعه مسلمانان که دارای استحکامات خاص دفاعی بوده به عنوان محل استقرار و خاستگاه تهاجمات فداییان اسماعیلی بوده و قلعه کافران در نزدیکی آن که از وسعت زیادتر و فضاهای اقامتی کم‌دوام‌تر برخوردار بوده، احتمالاً محل استقرار خانواده‌ها و غیرنظامیان بوده است.